# Zach Boychuk
Zachary „Zach“ Boychuk (* 4. Oktober 1989 in Airdrie, Alberta) ist ein kanadischer Eishockeyspieler, der seit Juli 2025 beim slowenischen Klub HK Olimpija aus der ICE Hockey League unter Vertrag steht und dort auf der Position des linken Flügelstürmers spielt. Zuvor war Boychuk unter anderem größtenteils für die Carolina Hurricanes sowie die Pittsburgh Penguins und Nashville Predators in der National Hockey League (NHL) aktiv. Mit den Eisbären Berlin aus der Deutschen Eishockey Liga (DEL) gewann er zwischen den Jahren 2021 und 2025 viermal die Deutsche Meisterschaft.

## Karriere

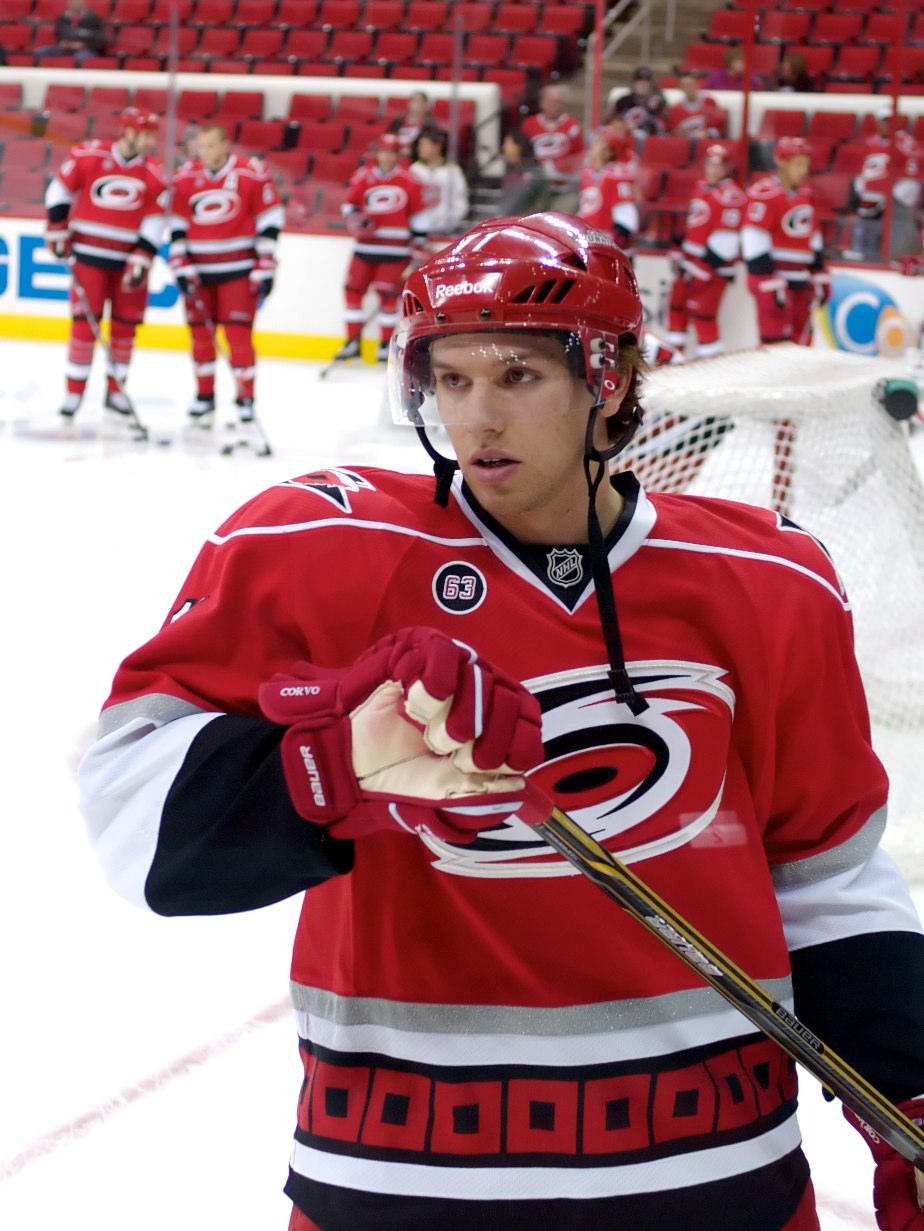
Boychuk im Trikot der Carolina Hurricanes (2011)

Boychuk begann seine Eishockeykarriere im Herbst 2004 bei den Strathmore UFA Bisons in der Alberta Midget Hockey League, einer unterklassigen kanadischen Juniorenliga. Nachdem er dort im Alter von 15 Jahren mit 27 Punkten in 36 Spielen durchaus zu überzeugen wusste, wechselte er zur folgenden Spielzeit in die Western Hockey League (WHL) zu den Lethbridge Hurricanes. In seiner Rookiesaison kam Boychuk auf 51 Punkte in 64 Begegnungen und war damit zweitbester Scorer des Teams, ehe er im Spieljahr 2006/07 seine Punkteproduktion um 40 auf 91 Punkte steigerte und drittbester Scorer der Liga wurde. Dennoch gelang es ihm nicht die Mannschaft in die Playoffs zu führen. Dies änderte sich in der Folgesaison, als er zwar wieder deutlich weniger Punkte erzielte, mit dem Team aber bis in die Finalserie der WHL-Playoffs vordrang. Dort unterlag die Mannschaft den Spokane Chiefs aber deutlich in vier Spielen und verpasste somit den Meisterschaftsgewinn sowie den damit verbundenen Einzug in die Memorial-Cup-Endrunde. Boychuk wurde für seine gezeigten Leistungen mit der Wahl ins WHL East Second All-Star Team ausgezeichnet.
Zudem wurden die Franchises der National Hockey League (NHL) unweigerlich auf ihn aufmerksam. Schließlich wählten ihn die Carolina Hurricanes im NHL Entry Draft 2008 in der ersten Runde an 14. Stelle aus. Ähnlich wie sein ehemaliger Teamkollege aus Lethbridge, Luca Sbisa, schaffte er zum Beginn der Saison 2008/09 überraschend den Sprung in den NHL-Kader der Carolina Hurricanes. Nach zwei Partien in der NHL, in denen er tor- und punktlos blieb, wurde er für den Rest der Spielzeit aber wieder an das Juniorenteam abgegeben. In der Saison 2009/10 spielte Boychuk sowohl für die Carolina Hurricanes als auch in der American Hockey League (AHL) für die Albany River Rats. Die folgende Saison begann er bei den Charlotte Checkers in der AHL, für die er in 28 Spielen 32 Punkte erzielte und anschließend wieder in den NHL-Kader der Carolina Hurricanes berufen wurde.
Ende Januar 2013 wurde der auf der Waiver-Liste befindliche Boychuk von den Pittsburgh Penguins ausgewählt. Im März 2013 wurde der Offensivakteur erneut auf den Waiver gesetzt und im Anschluss von den Nashville Predators selektiert. Noch im selben Monat wurde er ein weiteres Mal auf den Waiver gesetzt und dieses Mal von Carolina Hurricanes ausgewählt. In der Organisation der Hurricanes spielte er somit drei weitere Jahre, wobei er das Ende der Spielzeit 2015/16 auf Leihbasis bei den Bakersfield Condors verbrachte. Im Anschluss verlängerten die Hurricanes seinen auslaufenden Vertrag nicht, sodass sich Boychuk im Oktober 2016 dem HK Sibir Nowosibirsk aus der Kontinentalen Hockey-Liga (KHL) anschloss und dort meist in der dritten oder vierten Angriffsreihe spielte.
In der Saison 2017/18 stand Boychuk beim HC Slovan Bratislava unter Vertrag und absolvierte für Slovan 35 KHL-Partien, in denen er 24 Scorerpunkte sammelte. Zudem nahm er am KHL All-Star Game 2018 teil und wurde im November 2017 als KHL-Stürmer des Monats ausgezeichnet. Im Juni 2018 wurde Boychuk von Sewerstal Tscherepowez verpflichtet und absolvierte 25 Partien für den KHL-Klub, ehe er Mitte November in die Schweizer National League zum SC Bern wechselte. Mit dem SC Bern konnte er 2019 den Schweizer Meistertitel feiern. In der Folge wurde sein Vertrag nicht verlängert, war anschließend ohne Anstellung und fand erst im Dezember 2019 in Fribourg-Gottéron einen neuen Arbeitgeber in der Schweiz. Im Januar 2021 wurde er von den Eisbären Berlin unter Vertrag genommen. Mit den Eisbären gewann der Kanadier zwischen den Jahren 2021 und 2025 viermal die Deutsche Meisterschaft, bevor er im Sommer 2025 zum slowenischen Klub HK Olimpija wechselte, der dem Spielbetrieb der ICE Hockey League angehörte.

### International
Auf internationaler Ebene spielte Boychuk erstmals bei der U18-Junioren-Weltmeisterschaft 2007 in Finnland für sein Heimatland. Nach einer Halbfinal-Niederlage gegen die US-amerikanische Auswahl und einer weiteren Niederlage im Spiel um den dritten Platz gegen Schweden verpassten die Kanadier jedoch den erhofften Medaillengewinn. Er selbst steuerte im Turnierverlauf sechs Punkte in sieben Spielen bei. Ein knappes halbes Jahr später war der gelernte Center für die Super Series 2007 nominiert worden und avancierte gegen die russische Auswahl mit sechs Scorerpunkten zum sechstbesten Scorer der Kanadier, obwohl er nur sieben der acht Partien des Ländervergleiches bestritt.
Zum Jahreswechsel 2007/08 spielte Boychuk bei der U20-Junioren-Weltmeisterschaft 2008 erstmals bei den Unter-20-Jährigen. Zwar konnte er in sieben Turnierspielen keinen Scorerpunkt verbuchen, gewann jedoch mit dem Team die Goldmedaille. Im Folgejahr gehörte er zu lediglich vier Spielern aus der Vorjahresmannschaft, die für die U20-Junioren-Weltmeisterschaft 2009 erneut nominiert wurden. Mit sieben Scorerpunkten hatte er dieses Mal maßgeblichen Anteil am erneuten Titelgewinn der Kanadier.
Ende Dezember 2017 gewann er mit der kanadischen Auswahl den traditionsreichen Spengler Cup in Davos und erzielte im Endspiel einen Treffer.

## Erfolge und Auszeichnungen
| - 2007 WHL East Second All-Star Team - 2008 Teilnahme am CHL Top Prospects Game - 2008 WHL East Second All-Star Team - 2014 AHL-Spieler des Monats März - 2014 Willie Marshall Award - 2014 AHL Second All-Star Team - 2017 KHL-Stürmer des Monats November - 2017 Spengler-Cup-Gewinn mit dem Team Canada | - 2018 Teilnahme am KHL All-Star Game - 2018 Spengler Cup All-Star-Team - 2019 Schweizer Meister mit dem SC Bern - 2019 Spengler-Cup-Gewinn mit dem Team Canada - 2021 Deutscher Meister mit den Eisbären Berlin - 2022 Deutscher Meister mit den Eisbären Berlin - 2024 Deutscher Meister mit den Eisbären Berlin - 2025 Deutscher Meister mit den Eisbären Berlin |

### International
- 2006 Goldmedaille beim Ivan Hlinka Memorial Tournament
- 2008 Goldmedaille bei der U20-Junioren-Weltmeisterschaft
- 2009 Goldmedaille bei der U20-Junioren-Weltmeisterschaft

## Karrierestatistik

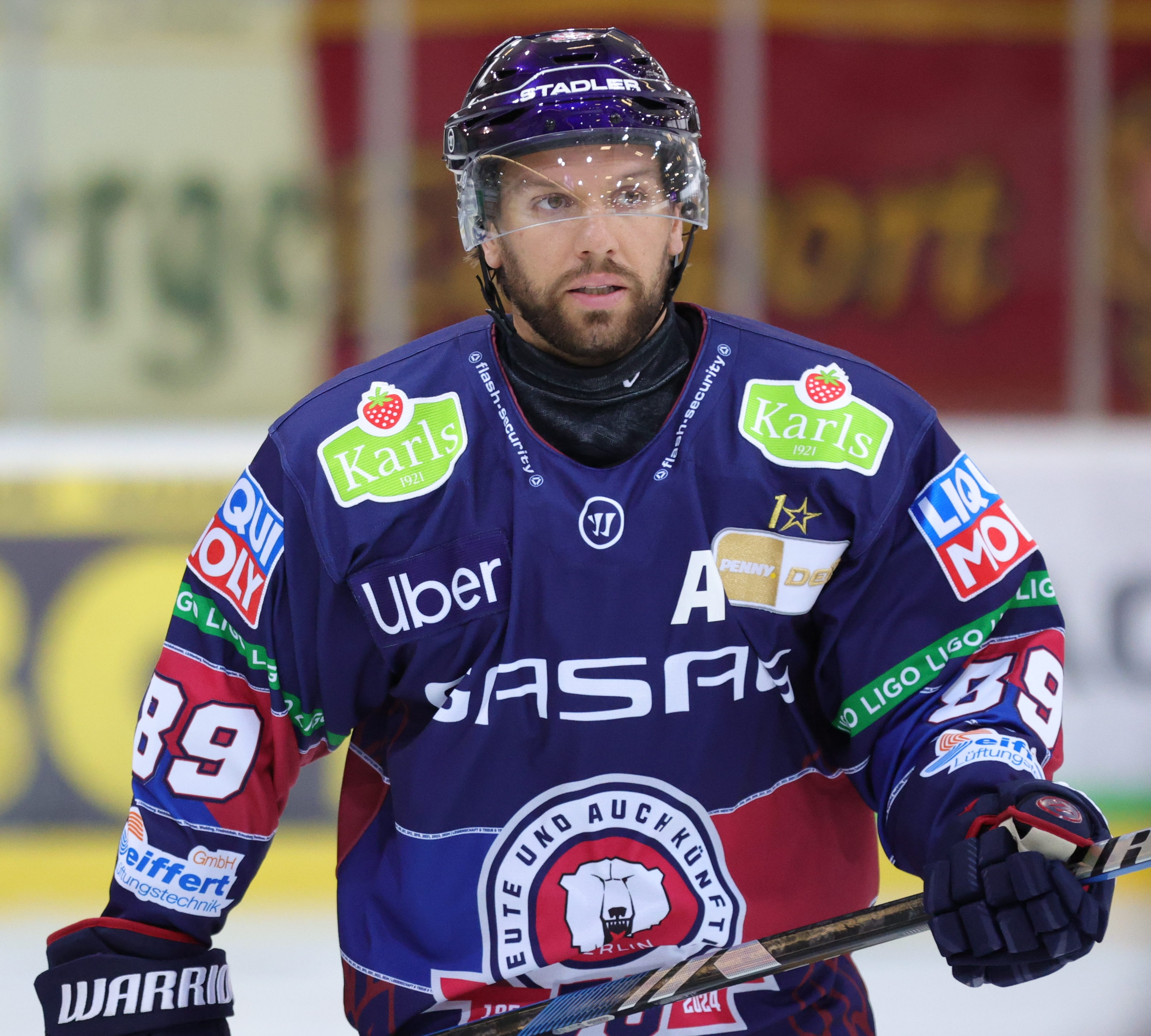
Boychuk als Spieler der Eisbären Berlin (2024)

Stand: Ende der Saison 2024/25

### International
Vertrat Kanada bei:
| - World U-17 Hockey Challenge 2006 - Ivan Hlinka Memorial Tournament 2006 - U18-Junioren-Weltmeisterschaft 2007 | - Super Series 2007 - U20-Junioren-Weltmeisterschaft 2008 - U20-Junioren-Weltmeisterschaft 2009 |

(Legende zur Spielerstatistik: Sp oder GP = absolvierte Spiele; T oder G = erzielte Tore; V oder A = erzielte Assists; Pkt oder Pts = erzielte Scorerpunkte; SM oder PIM = erhaltene Strafminuten; +/− = Plus/Minus-Bilanz; PP = erzielte Überzahltore; SH = erzielte Unterzahltore; GW = erzielte Siegtore; 1 Play-downs/Relegation; Kursiv: Statistik nicht vollständig)